# 이스탄불 대학교
이스탄불 대학교(튀르키예어: İstanbul Üniversitesi)는 터키 이스탄불에 위치한 대학교이다. 1846년 7월 23일 '학예원(튀르키예어: Darülfünûn 다륄퓌눈[*])'이란 이름의 고등교육 기관으로 설립되었다. 1453년 메흐메트 2세가 콘스탄티노폴리스를 정복한 후 바로 설립했던 메드레세(Medrese)는 이스탄불 대학교로 서서히 발전한 학예원의 전신이다. 2003년에 설립 550주년을 맞아 기념행사를 하였다.

## 출신 인물
| 터키의 대통령 - 압둘라 귈 외국의 대통령 - 이츠하크 벤즈비, 이스라엘의 대통령 터키의 총리 - Refik Saydam - Yıldırım Akbulut - Sadi Irmak - Mehmet Naim Talu - Suad Hayri Ürgüplü - Nihat Erim 외국의 총리 - 다비드 벤구리온 - 이스라엘의 총리 터키의 장관 - Mehmet Ali Şahin - Turhan Feyzioğlu 터키의 저널리스트 - Haşmet Babaoğlu | 터키의 과학자 - Hulusi Behcet - Aykut Barka - Alp Ikizler - Muzaffer Şerif - 사회심리학자 터키의 작가 - Ahmet Hamdi Tanpinar - Ömer Lütfi Mete - 오르한 파묵, 2006년 노벨 문학상 수장자 - İlhan Selçuk - Oben Özaydın - Nihal Atsiz 터키의 시인 - Orhan Veli - Attila İlhan - Onat Kutlar 터키의 음악가 - Mercan Dede - Sadettin Kaynak - 아리프 마르딘 (Arif Mardin) - Bülent Ortaçgil 기타 - Mahir Kaynak - 인공지능 전문가 (Intelligence specialist) - Deniz Gezmiş - 정치 운동가 (Political activist) |

## 같이 보기
- 바예지드 타워

## 참고
1. ↑  (영어) 이스탄불 대학교 보관됨 2010-07-24 - 웨이백 머신
2. ↑  “Turkish journalist İlhan Selçuk died”. 《National Turk》. 2008년 6월 23일. 2010년 7월 6일에 확인함.